# Leipzig Messe järnvägsstation

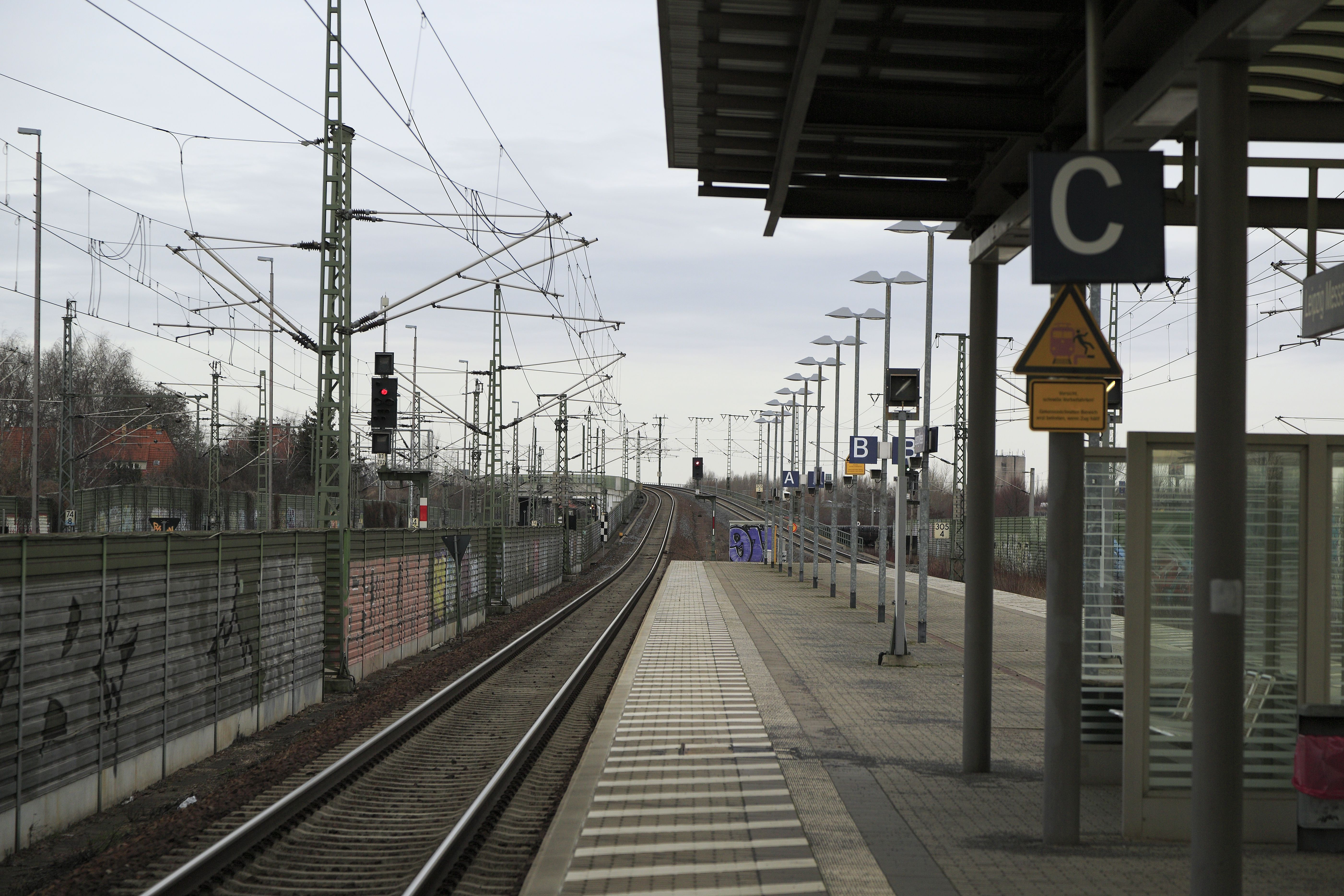
Leipzig Messe

Leipzig Messe är en järnvägsstation i Leipzig som ombesörjer Leipzigmässan. Stationen ligger på järnvägen Trebnitz–Leipzig och invigdes 1908 under namnet Neuwiederitzsch. 1996 bytte stationen namn till Neuwiederitzsch-Leipziger Messe, för att 2003 få namnet Leipzig Neue Messe. 2008 döptes stationen om till dess nuvarande namn. Sedan 2013 har stationen varit del av S-Bahn Mitteldeutschland, och fyra linjer trafikerar stationen, S2, S5, S5X och S6. Spårvägslinje 16 och 56 stannar på hållplatslägena längs Seehausener Strasse. 